# HD61273
HD61273 — хімічно пекулярна зоря спектрального класу A2, що має видиму зоряну величину в смузі V приблизно  7,2.
Вона  розташована на відстані близько 486,8 світлових років від Сонця.

## Фізичні характеристики
Телескоп Гіппаркос зареєстрував фотометричну змінність  даної зорі з періодом    6,46 доби в межах від  Hmin= 7,23 до  Hmax= 7,16.